# Denise Blöchlinger
Denise Blöchlinger (* 13. November 1995) ist eine Schweizer Grasskiläuferin. Sie gehört dem Schweizer Juniorenkader an, startet seit 2011 im Weltcup sowie bei Weltmeisterschaften und wurde im selben Jahr Juniorenweltmeisterin im Riesenslalom. 2012 wurde sie vierfache Schweizer Meisterin.

## Karriere
Denise Blöchlinger nimmt seit Beginn der Saison 2011 an Wettkämpfen teil. Mit dem Grasskifahren hatte sie erst einige Monate zuvor begonnen. Ihre ersten FIS-Rennen fuhr Blöchlinger Ende Mai 2011 in Burbach. Im Weltcup nahm sie in der Saison 2011 nur an den drei Rennen Mitte August in San Sicario teil. Nach einer Disqualifikation im ersten Riesenslalom und einem Ausfall in der Super-Kombination gewann sie mit Platz acht im zweiten Riesenslalom die einzigen Weltcuppunkte dieses Jahres. Dennoch ist sie im offiziellen Weltcup-Endklassement des Internationalen Skiverbandes (FIS) nicht zu finden. Einen großen Erfolg feierte Blöchlinger bei der Juniorenweltmeisterschaft 2011 am Atzmännig bei Goldingen, als sie mit fast fünfeinhalb Sekunden Vorsprung auf die Tschechin Adéla Kettnerová die Goldmedaille im Riesenslalom gewann. Zudem wurde sie jeweils Achte im Slalom und im Super-G und damit Sechste in der Kombination. Sie nahm auch an zwei Rennen der zugleich ausgetragenen Weltmeisterschaft in der Allgemeinen Klasse teil und erzielte im Riesenslalom den 12. und im Super-G den 14. Platz.
In der Saison 2012 nahm Blöchlinger neben mehreren FIS-Rennen an 5 der 12 Weltcuprennen teil. Als beste Weltcupergebnisse erreichte sie zwei siebte Plätze in den Riesenslaloms von Marbachegg und San Sicario, im Gesamtweltcup belegte sie Rang 14. Bei der Juniorenweltmeisterschaft 2012 in Burbach konnte sie ihren Erfolg vom Vorjahr nicht wiederholen. Bestes Ergebnis war ein siebter Platz im Slalom. Bei den am Saisonende ausgetragenen Schweizer Meisterschaften 2012 gewann Blöchlinger alle vier Titel in Slalom, Riesenslalom, Super-G und Kombination. Allerdings war sie in der Damenklasse die einzige Starterin.

## Erfolge

### Weltmeisterschaften
- Goldingen 2011: 12. Riesenslalom, 14. Super-G

### Juniorenweltmeisterschaften
- Goldingen 2011: 1. Riesenslalom, 6. Kombination, 8. Slalom, 8. Super-G
- Burbach 2012: 7. Slalom, 10. Super-Kombination, 12. Riesenslalom, 14. Super-G

### Weltcup
- 4 Platzierungen unter den besten zehn

### Schweizer Meisterschaften
- Vierfache Schweizer Meisterin[5] (Slalom, Riesenslalom, Super-G und Kombination 2012)